# Нонсенс-опосредованный распад
Но́нсенс-опосре́дованный распа́д мРНК (англ. nonsense-mediated mRNA decay, NMD) — одна из нескольких цитоплазматических систем клетки, осуществляющих контроль качества мРНК. По пути NMD расщепляются мРНК, содержащие стоп-кодоны в неправильных местах (в открытых рамках считывания) и, следовательно, неправильно сплайсированные. Таким образом, NMD предохраняет клетку от синтеза усечённых белков, которые могут оказаться опасными для клетки. Регулируя экспрессию генов, NMD оказывается вовлечённым в такие клеточные процессы, как рост и пролиферация, ответ на стресс или вирусное вторжение, регулирует работу приобретённого иммунитета, активность нейронов и поведение.
Нонсенс-опосредованный распад имеет важное клиническое значение. Во-первых, он смягчает симптомы многих наследственных заболеваний, не давая синтезироваться дефектным белкам. Во-вторых, мутации различных белков, регулирующих NMD, могут приводить к серьёзным нарушениям развития нервной системы, кроме того, они связаны с развитием специфических опухолей.
Возможно, нонсенс-опосредованный распад сыграл чрезвычайно важную роль в эволюции эукариот, позволяя им осваивать новые гены, образовывавшиеся при перестройках ДНК, так как давал возможность выбирать для трансляции лишь те мРНК, которые могут дать начало полноразмерным белкам.

## История изучения
Первоначально NMD был описан у дрожжей Saccharomyces cerevisiae и нематод Caenorhabditis elegans, однако к настоящему моменту этот путь обнаружен во всех исследованных клетках эукариот, а ключевые белки этого механизма консервативны от дрожжей до человека. Долгое время считалось, что NMD выступает только в роли защитного механизма, предотвращающего синтез дефектных белков, однако впоследствии было установлено, что его субстратом может быть существенная доля нормальных мРНК дикого типа. Поэтому нонсенс-опосредованный распад нужно рассматривать не только как защитный механизм, но и как фундаментальный механизм посттранскрипционной регуляции экспрессии генов у эукариот.

## Общий принцип

Принципиальная схема нонсенс-опосредованного распада

Нонсенс-опосредованный распад активируется при транспорте мРНК из ядра в цитозоль. Когда 5'-конец мРНК выходит из ядерной поры, с ним связывается рибосома, начинающая трансляцию белка. При этом комплексы соединения экзонов (англ. Exon junction complex, EJC), связанные с мРНК на каждом сайте, по которому проходил сплайсинг, вытесняются движущейся рибосомой. Так как в норме стоп-кодон находится в конце последнего экзона, то после него на мРНК не должно находиться EJC. мРНК, у которых дело обстоит именно так, выпускаются в цитозоль, где завершается их трансляция. Если же, напротив, рибосома останавливается на преждевременном стоп-кодоне, то мРНК продолжает нести EJC. Такие мРНК подвергаются незамедлительной деградации. Таким образом, нонсенс-опосредованный распад обеспечивает контроль мРНК на выходе их из ядра.

## Клиническое значение
Нонсенс-опосредованный распад может смягчать проявления многих наследственных заболеваний у индивидов, несущих одну нормальную аллель и одну мутированную аллель, содержащую нонсенс-мутацию. Такие мутации, изменяющие структуру белка, составляют примерно 15 % всех точечных мутаций, связанных с наследственными заболеваниями. Транскрипты, кодирующие аберрантные белки, будут разрушаться по пути NMD, и они не будут оказывать токсичное действие на клетку. Кроме того, эффективность NMD может быть напрямую связана с выраженностью симптомов и исходом болезни.
Как отмечалось выше, мутации различных белков, регулирующих NMD, могут быть связаны с нарушениями развития нервной системы и рядом видов рака. 